# Obermodern-Zutzendorf
Obermodern-Zutzendorf es una localidad y comuna francesa, situada en el departamento de Bajo Rin en la región de Alsacia.

## Demografía
| 1445 | 1459 | 1464 | 1481 | 1395 | 1436 |
| Para los censos de 1962 a 1999 la población legal corresponde a la población sin duplicidades (Fuente: INSEE [Consultar]) |      |      |      |      |      |